# Scopelogadus unispinis
Scopelogadus unispinis is een straalvinnige vissensoort uit de familie van grootschubvissen (Melamphaidae). De wetenschappelijke naam van de soort is voor het eerst geldig gepubliceerd in 1963 door Ebeling & Weed.